# Sleepy John Estes
Sleepy John Estes fue un guitarrista y cantante de blues, nacido en Ripley, Tennessee, el 25 de enero de 1899 (aunque algunos autores lo cifran en el mismo día de 1904), y fallecido en Brownsville, Tennessee, el 5 de junio de 1977.

## Historial
Aprendió a tocar la guitarra desde niño, con una instrumento de fabricación casera, construido por su padre. Adquirió el sobrenombre de Sleepy (somnoliento) a raíz de la pérdida de un ojo, en 1914, época en que se profesionalizó y trasladó a Brownsville. En 1919 formó su propia banda y, poco después, se unió al armonicista Hammie Nixon, que llegó a ser yerno suyo, y con el que permaneció hasta su muerte. Durante un tiempo estuvo con ellos Sonny Boy Williamson I (John Lee). En su banda estuvieron, también, los guitarristas James Rachell, Charlie Pickett o Son Bonds.
La crítica bautizó el estilo de Estes y los suyos, como Escuela de Brownsville, que obtuvo una gran popularidad, lo que le permitió grabar un gran número de discos. En 1949, perdió totalmente la vista, lo que le obligó a asentarse en Memphis, donde llegó a vivir míseramente en una cabaña sin luz ni agua. El bluesman Big Joe Williams fue el impulsor de su redescubrimiento, a partir del cual ya no dejó de actuar y grabar para sellos como Folkways, Vanguard o Storyville, además de actuar en los Festivales de blues más importantes de Europa y el mundo. A pesar de ello, y de que adquirió una casa nueva, continuó viviendo habitualmente en su cabaña sin cristales, hasta que, una noche de 1977, murió de frío.

## Estilo
Estes fue, sobre todo, un gran poeta, y muchos de sus temas han sido versionados por músicos como Muddy Waters, Eric Clapton o Elvis Presley. Su aportación fue decisiva para la conformación del blues de Chicago, aunque nunca estuvo mucho tiempo en esa ciudad. Poseía un original timbre de voz, desfallecido, con cadencia entrecortada y fraseo lleno de humor. Su música, aunque evolucionó con el tiempo, siempre mantuvo un toque rural, en el que contribuyó la forma de tocar la armónica de Nixon, que rechazó la técnica de la segunda posición (que se convirtió en habitual entre los bluesmen modernos). Precisamente, el dúo armónica-guitarra de Estes y Nixon fue el pionero de este tipo de formaciones.

## Discografía

### Álbumes
- Sleepy John Estes, 1929–1940 (RBF Records)
- Complete Recorded Works 1929–1941, vols. 1 y 2 (Document)
- I Ain't Gonna Be Worried No More 1929–1941 (Yazoo)
- The Legend of Sleepy John Estes (Delmark)
- Broke and Hungry (Ragged and Dirty, Too) (Delmark)
- Electric Sleep (Delmark)
- Brownsville Blues (Delmark)
- Down South Blues (Delamark)
- Sleepy John Estes in Europe (Delmark)

### Canciones
- "Leaving Trunk", versión del tema de Estes "Milk Cow Blues", fue interpretada por Taj Mahal en 1968 en su álbum homónimo. También fue versionada por la Derek Trucks Band en el álbum Live at Georgia Theatre. The Keef Hartley Band versionó la canción en su debut álbum, Halfbreed.
- "Diving Duck Blues" fue interpretada por Taj Mahal y Johnny Winter.
- "Special Agent" incluida en The Country Blues fue grabada después por Martin Simpson.
- "Someday Baby Blues" fue reescrita por Muddy Waters como "Trouble No More" y arreglada como "Someday Baby" por Bob Dylan.
- "Drop Down Mama" ha sido grabada por Tom Rush, Big Joe Williams, y the North Mississippi Allstars. Led Zeppelin utilizó partes en su tema "Custard Pie", en 1975 en su álbum Physical Graffiti.
- "Floating Bridge" fue incluida en el álbum de compilación The Blues y por Eric Clapton en 1981 en su álbum Another Ticket. It is the opening track on the 2011 álbum by Gregg Allman, Low Country Blues.
- "Little Laura" fue grabada por Hill Country Revue.
- "Milk Cow Blues" ha sido interpretada por diversos artistas como Kokomo Arnold, Elvis Presley, the Kinks, y Aerosmith.
- "The Girl I Love She Got Long Black Wavy Hair" fue versionada por Led Zeppelin en su live álbum BBC Sessions.
- "President Kennedy" fue grabada por Estes para Ry Cooder en 1972 para su álbum Boomer's Story.